# 1921
Évszázadok: 19. század – 20. század – 21. század
Évtizedek: 1870-es évek – 1880-as évek – 1890-es évek – 1900-as évek – 1910-es évek – 1920-as évek – 1930-as évek – 1940-es évek – 1950-es évek – 1960-as évek – 1970-es évek
Évek: 1916 – 1917 – 1918 – 1919 –  1920 – 1921 – 1922 – 1923 – 1924 – 1925 – 1926

## Események

### Határozott dátumú események
- január 20. – Csehszlovákiában megalakul a Csehszlovákia Kommunista Ifjúsági Szövetség.[1]
- január 21. – Az első népszámlálás a Szerb–Horvát–Szlovén Királyságban. (A 11,98 millió lakosból 8,91 millió „szerb-horvát”, 1,02 millió szlovén, 2,05 millió nem dél-szláv – ebből 0,47 millió magyar –; 5,6 millió pravoszláv, 4,7 millió katolikus, 1,3 millió muzulmán.)[2]
- február 2. – A Szerb–Horvát–Szlovén Királyságban összeül az alkotmányozó nemzetgyűlés, melyen a horvát blokk nem vesz részt, mert nem ismeri el a centralista rendszert.[2]
- február 28. – Megkezdődik a kronstadti felkelés.[3]
- március 4.
  - A fasiszták követelésére kiutasítják Olaszországból Károlyi Mihályt. (Néhány hetes ausztriai tartózkodás után Dalmáciában telepedik le.)[4]
  - Beiktatják hivatalába az Egyesült Államok 29. elnökét, Warren G. Hardingot.[5]
- március 8. – 
  - A szövetségesek megszállják Düsseldorfot, Duisburgot és Ruhrortot.[6]
  - A háza közelében anarchista merénylők megölik Eduardo Dato e Iradier spanyol miniszterelnököt.[7]
- március 12–15. – A csehszlovákiai Liberecben (korábban Reichenberg) megalakul a Csehszlovákiai Kommunista Párt ideiglenes német szekciója.[1]
- március 16. – A kemalista török kormány és Szovjet-Oroszország barátsági szerződést köt. (A szerződés értelmében Szovjet-Oroszország visszaadta Törökországnak az 1877-78-as orosz-török háború nyomán Oroszországhoz került Karsz és Ardahan vidékét.)[8]
- március 17. – A lengyel nemzetgyűlés hosszas viták után elfogadja az ún. márciusi alkotmányt. (E szerint a parlament (szejm) kétkamarás: nemzetgyűlés – szenátus. Mindkét kamara megbízatása 5 évre szól. Köztársasági elnököt 7 évenként választanak. A mindenkori minisztertanács tagjait a köztársasági elnök nevezi ki a nemzetgyűlési képviselők többségi támogatásával. Az alkotmány deklarálja a demokratikus jogokat, a lelkiismereti és vallásszabadság védelmét, a kisebbségek (beloruszok, ukránok) jogait.)[9]
- március 18. – A lengyel-szovjet kérdéseket a Rigában megkötött békeszerződés rendezi, ennek értelmében Nyugat-Ukrajna és Nyugat-Belorusszia területei Lengyelországnak jutnak. (A békekötéssel kb. 6 millió ukrán és 2 millió belorusz lakos is a lengyel államhoz kerül. Így Lengyelország keleti határa a Curzon-vonaltól kb. 200 km-rel távolabb kerül, a Zbrucz folyó mentén.)[9]
- március 20. – A Felső-Sziléziában tartott népszavazáson a szavazók 60%-a a Németországhoz, 40%-a a Lengyelországhoz tartozást választja.[10]
- március 21. – II. Abdul-Medzsid szultán negyedik házassága Bihruz Kadin Effendivel.
- március 26.–április 5. – IV. Károly megkísérli visszafoglalni a magyar trónt.[11]
- március 30. – Csehszlovákia, a Szerb-Horvát-Szlovén Királyság és Románia közös jegyzékben közlik a magyar kormánnyal, hogy IV. Károly távozását Magyarországról katonai erővel fogják kikényszeríteni.[1]
- április 4. – Lemond a ligitimistákhoz köthető külügyminiszter, Gratz Gusztáv.[12]
- április 8. – Lemond Teleki Pál miniszterelnök.[12]
- április 14. – Megalakul a Bethlen-kormány.[13]
- április 15. – Általános sztrájkba lépnek a szlovákiai mezőgazdasági munkások.[1]
- április 21. – Albániában megalakul az ország történetének első, választás útján létrejött nemzetgyűlése
- április 23. – Románia előbb a Csehszlovákiával, majd június 7-én Jugoszláviával megkötött szerződése révén csatlakozik a kisantanthoz.[14]
- május 2. – Kitör a 3. sziléziai felkelés, általános sztrájk kíséretében. (Véres harcok a németek és a lengyelek között. A Népszövetség – a felkelés után – felosztja Felső-Sziléziát, ekkor Lengyelország megkapja a felső-sziléziai ipari körzet nagy részét.)[9]
- május 3. – Írországból kiválik hat, többségében protestáns északír grófság, és a létrejött Észak-Írország az Egyesült Királyság része lett.[15]
- június 5. – Romániában megalakul a Magyar Néppárt.[16]
- június 7. – Román–jugoszláv védelmi szerződés aláírása Belgrádban. (Cél a magyar restaurációs törekvések megakadályozása.)[2]
- június 15–21. – Az olasz szocialista párt livornói kongresszusán megalakult az Olasz Kommunista Párt.
- június 19. – Először rendezik meg a Magyar Derbyt Alagon.[17]
- június 26. – A Horvát Blokk – vagyis a Horvát Parasztpárt (HPP), a Horvát Jogpárt, a Horvát Közösség és a Horvát Munkásszövetség – memorandumban követeli Horvátország függetlenségét a délszláv királyságon belül.[2]
- június 28. – Az Szerb–Horvát–Szlovén Királyság alkotmányozó nemzetgyűlése – a HPP és a kommunista képviselők távollétében – elfogadja a centralista, ún. vidovdani – azaz a Szent Vid-napi – alkotmányt. (Az életbe lépő alkotmány szerint az állam parlamentáris monarchia, a király széles végrehajtói jogkörével.)[2]
- július 1. – Sanghajban, a francia koncesszió területén megalakul a Kínai Kommunista Párt (KKP).[18]
- július 11. – Mongólia függetlenné válása Kínától.
- július 17. – Kikiáltják a Mirdita Köztársaságot.[19]
- július 29. – A Nemzetiszocialista Német Munkáspárt (Nationalsozialistische Deutsche Arbeiterpartei – NSDAP) rendkívüli taggyűlésén Adolf Hitlert választják pártelnöknek, aki az új alapszabály értelmében a pártot az elnökség többségi határozatától függetlenül vezette.[20]
- augusztus 3. – Az ún. államvédelmi (obznana-) törvény bevezetése a Szerb–Horvát–Szlovén Királyságban. (Betiltanak mindennemű kommunista tevékenységet, a kommunista képviselőket megfosztják mandátumuktól, nagy részüket letartóztatják.)[2]
- augusztus 6. – A csehszlovák nemzetgyűlés törvényt fogad el a gyülekezési szabadság védelméről.[1]
- augusztus 14. – Kikiáltják a Pécs székhelyű ún. Baranya–bajai Szerb–Magyar Köztársaságot.[21]
- augusztus 21.
  - A Szlovén-Horvát-Szerb Királyságban betiltanak mindennemű kommunista tevékenységet.[2]
  - Feloszlik a Baranya-Bajai Köztársaság, területe Magyarországhoz, illetve a nagy délszláv államhoz kerül.
- augusztus 22. – A magyar hadsereg bevonul az addig szerb megszállás alatt álló pécs-baranyai területre.[11]
- augusztus 26. – Meggyilkolják a német fegyverszüneti delegációt vezető Matthias Erzbergert.[22]
- augusztus 28.
  - Felkelés Nyugat-Magyarországon, a mai Burgenland területén, a trianoni békeszerződésben Ausztriának ítélt terület elcsatolásának meggátolására, amelyet a Rongyos Gárda indít.
  - Az ágfalvi összecsapás az osztrák csendőrséggel.
- augusztus 29. – A német birodalmi kormány szükségrendeletet ad ki, amelynek alapján a belügyminiszter betilthatja a köztársaság-ellenes nyomtatványokat, gyűléseket, egyesületeket.[23]
- augusztus 30. – A Rongyos Gárda elfoglalja az osztrákoktól Felsőőrt
- augusztus 31. – A Rongyos gárda legyőzi az osztrák csendőröket Pinkafőnél
- szeptember 3. – Trónra lép Karađorđević Sándor király.[2]
- szeptember 8. – Újabb ágfalvi összecsapás a Rongyos Gárda és az osztrák rendőri alakulatok között.
- szeptember 26. – Csehszlovákiában Edvard Beneš vezetésével új kormány alakul.[1]

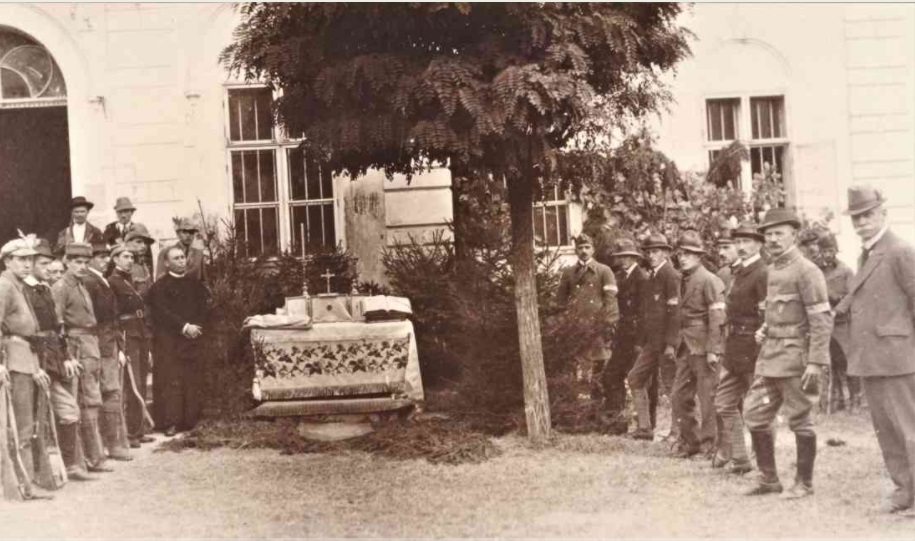
Lajtabánság kikiáltása

- október 4. – Nyugat-Magyarországot Prónay Pál Lajtabánság néven önálló államnak kiáltja ki.[21]
- október 10. – Megnyílik az első tanév a Kolozsvárról Szegedre költöztetett egyetemen.[24]
- október 13. – A velencei egyezményt aláírja az Ausztria és a Magyarország.
- október 20. – A Szövetségesek Legfelsőbb Tanácsa Felső-Szilézia iparterületeinek négy ötödét Lengyelországnak ítéli.[6]
- október 20–24. – IV. Károly magyar király második (fegyveres) visszatérési kísérlete.[11]
- október 22. – Horthy Miklós hadparancsa a hadsereget a kormányzóra tett esküjére emlékezteti IV. Károllyal szemben.[25]
- október 23. – Csehszlovákia Romániával és a Szerb-Horvát-Szlovén Királysággal közösen részleges mozgósítást rendel el IV. Károly második magyarországi visszatérésével kapcsolatban.[1]
- november 1. – A magyar királyi pár elhagyja Magyarországot.[26]
- november 5. – Horthy Miklós követelésének megfelelően a Rongyos Gárda kiüríti Burgenlandot, megszűnik a Lajtabánság és lezárul a nyugat-magyarországi felkelés első szakasza.
- november 9. – Benito Mussolini megalapítja a Nemzeti Fasiszta Pártot (Partito Nazionale Fascista).[27]
- november 19. – A magyar királyi pár megérkezik száműzetésük helyszínére, Madeirára. (A királyi gyermekek – az 1912-ben született Ottó trónörökös és hat testvére – mindeközben Svájcban, a Warteeg kastélyban várták, hogy újra találkozhassanak szüleikkel.)[26]
- november 20. – A Mirditai Köztársaság megszűnik,[28] mert a népszövetségi bizottság visszaállította Albánia 1913-as határait, így területe ismét Albánia, illetve Szerbia része lett.
- november 26. – A Hlinka-féle Szlovák Néppárt kilép a cseh néppártiakkal közös parlamenti koalícióból és ellenzékbe vonul.[1]
- december 14–16. – Népszavazás Sopronban és környékén a terület hovatartozásáról:[11] a szavazók 65%-a Magyarországot választja, ezzel a város megkapja a leghűségesebb város elnevezést.
- december 16. – Aláírják a csehszlovák-osztrák szerződést a határok kölcsönös tiszteletben tartásáról és szavatolásáról.[1]
- december 18. – Nikola Pašić jugoszláv miniszterelnök új kabinetet alakít óradikálisokból és demokratákból.[2]

## Az év témái

### 1921 a filmművészetben
- április 17. – megalakul az Európai Filmszövetség (EFA).
- Megkezdődik az amerikai film öncenzúrája. Egy évtized alatt kialakul a tabuk kódexe: a filmen nem szabad nyitott ajakkal csókolózó párt, hónaljszőrzetet és franciaágyban alvó párt mutatni.
- Moszkvában filmfőiskolát alapítanak. Bemutatják a Sarló és kalapács című filmet, az elsőt a rangosabb szovjet nagyfilmek közül.
- The Four Horsemen of the Apocalypse (Az Apokalipszis négy lovasa) – főszereplő Rudolph Valentino
- The Kid – főszereplő Charles Chaplin és Jackie Coogan
- Árvák a viharban – főszereplő Lillian Gish és Dorothy Gish; rendező D. W. Griffith
- Fejős Pál – Arséne Lupin utolsó kalandja
- Balogh Béla – Elnémult harangok, A megfagyott gyermek, Sugárka, Galathea
- Boldváry Géza – Tavaszi szerelem
- Deésy Alfréd – A Balaton leánya
- Garas Márton – New York expressz kábel

### 1921 a sportban
- Az MTK nyeri az NB 1-et. Ez a klub nyolcadik bajnoki címe.

### 1921 a tudományban
- Jean-Athanase Sicard(wd) és  Jacques Forestier(wd) bevezetik a kontrasztanyag alkalmazását a röntgendiagnisztikában.[29]
- Frederick Grant Banting és Charles Herbert Best(wd) klinikailag hasznosítható inzulint állít elő.[30]

### 1921 a zenében
- 1. hegedű-zongora szonáta (Bartók) írása, Négy zenekari darab hangszerelése

## Születések
- január 1. – Suka Sándor, Jászai Mari-díjas magyar színművész, érdemes és kiváló művész († 1993)
- január 2. – Nagy Olga néprajzkutató († 2006)
- január 5. – Friedrich Dürrenmatt, svájci író († 1990)
- január 9. – Keleti Ágnes, a magyar tornasport legeredményesebb versenyzője, ötszörös olimpiai bajnok, a nemzet sportolója († 2025)
- január 10. – Erdélyi Zsuzsanna, Kossuth-díjas magyar néprajztudós, folklorista, a nemzet művésze († 2015)
- január 13. – Csákányi László, színművész († 1992)
- január 19. – Mészöly Miklós, Kossuth-díjas író († 2001)
- január 21. – Bárczy Kató, színésznő († 1989)
- január 31. – Mario Lanza, olasz származású amerikai tenor († 1959)
- február 1. – Tabányi Mihály, EMeRTon-díjas magyar harmonikaművész († 2019)
- február 2. – Puja Frigyes, volt külügyminiszter († 2008)
- február 8. – Lana Turner, amerikai színésznő († 1995)
- február 8. – Fabók János magyar vasútépítő mérnök, országgyűlési képviselő
- február 27. – Szőllősy András, zeneszerző, zenetudós († 2007)
- március 3. – Kaján Tibor karikaturista, grafikus († 2016)
- március 8. – Romhányi József, író († 1983)
- március 11. – Astor Piazzolla, argentin zeneszerző, zenekarvezető, harmonikás († 1992)
- március 20. – Rényi Alfréd, matematikus († 1970)
- március 25. – Jancsó Adrienne, előadóművész († 2006)
- március 31. – Yves de Daruvar magyar származású francia katonatiszt, köztisztviselő, a francia ellenállás közismert alakja († 2018)
- április 10. – Mészáros Károly gépészmérnök, közlekedésügyi miniszterhelyettes, MÁV-vezérigazgató († 1973)
- április 18. – Gyarmati László, gyógyszerész, egyetemi tanár († 1980)
- április 25. – Karel Appel, holland absztrakt expresszionista festő, szobrász († 2006)
- május 1. – Bereznai Gyula, matematikus († 1990)
- május 2. – Ponori Thewrewk Aurél, csillagász († 2014)
- május 21. – Andrej Dmitrijevics Szaharov, magfizikus, Nobel-békedíjas emberjogi harcos († 1989)
- május 25. – Terplán Zénó gépészmérnök, egyetemi tanár, akadémikus († 2002)
- május 26. – Bárdy György, Jászai Mari-díjas magyar színművész, érdemes és kiváló művész († 2013)
- május 26. – Gedő Ilka, festő, grafikus († 1985)
- június 2. – Karinthy Ferenc, Kossuth-díjas magyar író († 1992)
- június 2. – Alexander Salkind, producer († 1997)
- június 10. – Fülöp edinburgh-i herceg († 2021)
- június 19. – Bakó Jenő, úszó, edző, sportvezető, szakíró († 2000)
- június 23. – Buda Ernő, bányamérnök († 2005)
- június 30. – Balthazár Lajos, vívó († 1995)
- július 21. – Antal Róbert, olimpiai bajnok vízilabdázó († 1995)
- július 31. – Bánki Zsuzsa, Jászai Mari-díjas magyar színművésznő, érdemes és kiváló művész(† 1998)
- augusztus 13. – Sarkadi Imre, Kossuth-díjas magyar író († 1961)
- augusztus 19. – Gene Roddenberry amerikai producer, forgatókönyvíró, a „Star Trek” sorozat alkotója († 1991)
- szeptember 12. – Stanisław Lem, lengyel író († 2006)
- szeptember 13. – Biszku Béla, magyar politikus, belügyminiszter († 2016)
- szeptember 16. – Köpeczi Béla művelődés- és irodalomtörténész, az MTA tagja, 1982–1988 között Magyarország művelődési minisztere († 2010)
- szeptember 27. – Jancsó Miklós filmrendező († 2014)
- október 13. – Yves Montand (er. Ivo Livi) olasz származású francia színész, énekes, előadóművész († 1991)
- október 31. – Bor Ambrus író, műfordító, publicista († 1995)
- október 31. – Szendi József magyar katolikus főpap, 1983 és 1993 között veszprémi püspök, majd 1997-ig érsek († 2017)
- november 5. – Cziffra György (zongoraművész), zongoraművész († 1994)
- november 7. – Horváth János magyar közgazdász, politikus, az Országgyűlés korelnöke († 2019)
- november 9. – Viktor Csukarin, szovjet tornász († 1984)
- november 13. – Joonas Kokkonen(wd), finn zeneszerző († 1996)
- november 19. – Anda Géza, magyar származású svájci zongoraművész († 1976)
- november 25. – Rákos Sándor, költő, műfordító († 1999)
- november 27. – Alexander Dubček, szlovák politikus, Csehszlovákia vezetője († 1992)
- november 27. – Pilinszky János, Kossuth-, Baumgarten- és József Attila-díjas magyar költő († 1981)
- december 16. – Aczél Tamás, magyar író, újságíró († 1994)

## Halálozások
- február 8. – Pjotr Alekszejevics Kropotkin orosz herceg, földrajztudós, a darwini evolúciós elmélet híve (* 1842)
- április 12. – Stevanecz Antal szlovén író, tanár (* 1861)
- március 7. – Tersztyánszky Károly magyar katonatiszt, császári és királyi vezérezredes, első világháborús hadvezér (* 1854)
- július 4. – Antoni Grabowski lengyel vegyészmérnök és korai eszperantista, aki fordításaival jelentősen befolyásolta az eszperantó irodalmi nyelv fejlődését (* 1857)
- augusztus 2. – Enrico Caruso olasz operaénekes (tenor) (* 1873)
- augusztus 8. – Haggenmacher Károly malomgépész, feltaláló (* 1835)
- augusztus 26. – Wekerle Sándor miniszterelnök (* 1848)
- augusztus 29. – Joel Asaph Allen amerikai zoológus, ornitológus (* 1838)
- szeptember 10. – Kürthy Lajos földbirtokos, felvidéki főispán, kijelölt miniszter (* 1852)
- szeptember 13. – Jánosi Béla esztéta, tudománytörténész, az MTA tagja (* 1857)
- szeptember 27. – Engelbert Humperdinck német zeneszerző (* 1854)
- október 18. – III. Lajos bajor király (* 1845)
- november 8. – Hviezdoslav, szlovák költő (* 1849)
- november 14. – Goldziher Ignác orientalista, egyetemi tanár, az MTA tagja (* 1850)
- december 21. – Jendrassik Ernő orvos, neurológus, fiziológus, az MTA tagja (* 1858)
- december 31. – Kiss József költő, A Hét című folyóirat főszerkesztője (* 1843)

## Nobel-díjasok
- A Nobel-díjat a svéd Alfred Nobel alapította, 1901 óta adják át, melyet a Svéd Királyi Tudományos Akadémia ítél oda a tudomány, az irodalom és humanitárius területen kimagasló eredményt elért magánszemélyeknek, illetve intézményeknek.

| Fizikai            | Albert Einstein                       |
| Kémiai             | Frederick Soddy                       |
| Orvosi-fiziológiai | nem adták ki                          |
| Irodalmi           | Anatole France                        |
| Béke               | Hjalmar Branting Christian Lous Lange |